# Jordlod
En jordlod eller en lod er et jordstykke betragtet som en matrikulær enhed.
I matriklen over fast ejendom forstås et matrikelnummer som et eller flere jordstykker, der er kendt under et matrikelnummer. Der er altså to betydninger, nemlig den beskrevne jord og det tildelte nummer inden for et ejerlav.
Et matrikelnummer kan bestå af flere lodder, der er særskilt beliggende.
En fælleslod er et matrikelnummer, der ved udarbejdelsen af matriklen af 1844 henlå i fællesskab mellem flere lodsejere, og som ved matrikuleringen blev sat i skat under de matrikelnumre, der var noteret som andelshavere i fælleslodden. En andel er som regel en del af en samlet fast ejendom.